# Кшиштоф Лавринович
Кшиштоф Лавринович (литв. Kšyštof Lavrinovič; Вилњус, СССР, 1. новембар 1979) је литвански кошаркаш. Игра на позицијама крилног центра и центра. Његов брат близанац Дарјуш је такође кошаркаш.

## Успеси

### Клупски
- Монтепаски Сијена:
  - Првенство Италије (5): 2007/08, 2008/09, 2009/10, 2010/11, 2011/12.
  - Куп Италије (4): 2009, 2010, 2011, 2012.
  - Суперкуп Италије (5): 2007, 2008, 2009, 2010, 2011.
- Жалгирис:
  - Првенство Литваније (1): 2012/13.
  - Суперкуп Литваније (1): 2012.
- Урал Грејт Перм:
  - Куп Русије (1): 2004.

### Репрезентативни
- Европско првенство:  2003,  2013,  2007.

### Појединачни
- Друга постава идеалног тима Евролиге (2): 2007/08, 2010/11.
- Најкориснији играч кола Евролиге (1): 2010/11.
- Најкориснији играч кола Еврокупа (2): 2005/06. (1), 2016/17. (1)
- Најкориснији играч Купа Италије (1): 2012.
- Најкориснији играч Суперкупа Италије (1): 2011.